# Distrito de Saran
Saran (en bihari; सारण जिला) es un distrito de India en el estado de Bihar. Código ISO: IN.BR.SR.
Comprende una superficie de 2 641 km².
El centro administrativo es la ciudad de Chhapra.

## Demografía
Según censo 2011 contaba con una población total de 3 943 098 habitantes.

## Localidades
- Dighwara